# Ador
Ador è un comune spagnolo di 1 463 abitanti situato nella comunità autonoma Valenciana.